# أيمن الصياد
أيمن الصياد (17 مارس 1956 ـ) كاتب صحفي ومحلل سياسي ومستشار «سابق» لرئيس الجمهورية في مصر. تولى رئاسة تحرير مجلة «وجهات نظر». بعد أن أدار تحريرها منذ عام 2000. كما يكتب مقالا أسبوعيًا مطولا بجريدة «الشروق».
بالإضافة إلى عمله الصحفي، وبعد أن رفض عام 2012 تعيينه كوزير للإعلام «حفاظا على استقلاله كصاحب رأي»، كما صرح يومها  تم اختياره في 27 أغسطس 2012 ليكون مستشارا لأول رئيس جمهورية منتخب في مصر بعد ثورة 25 يناير محمد مرسي.
استقال من الفريق الرئاسي احتجاجا على الإعلان الدستوري المكمل (نوفمبر 2012). ثم كتب خطابا مفتوحا إلى الرئيس السابق محمد مرسي، أثار جدلا واسعا بعد نشره بجريدة الشروق المصرية في 30 ديسمبر 2012.
تركز مقالاته ومحاضراته منذ يناير 2011 على إشكاليات التحول الديموقراطي في المنطقة العربية. وعضو مجلس أمناء المركز القومي للوثائق الإستراتيجية، وعضو مجلس إدارة جائزة الصحافة العربية. وكان عضوا في المجلس الاستشاري للعدالة الانتقالية في مصر الذي توقفت أعمال بعد إلغاء وزارة العدالة الانتقالية، مع التطورات السياسية في مصر بعد الثالث من يوليو 2013
عمل في السنوات الأخيرة مستشارا لتطوير عدد من المؤسسات الإعلامية العربية من الناحيتين التحريرية والتقنية. كما قدم خدمات استشارية منتظمة لعدد من المؤسسات الإعلامية والثقافية الإقليمية والدولية، من بينها «برنامج الأمم المتحدة الإنمائي - UNDP» و«مؤسسة محمد بن راشد آل مكتوم» والتي وضعت التعاون مع «وجهات نظر» ضمن باكورة أنشطتها ، و«المركز الدولي للصحفيين» المعني بتطوير المهنة في الدول النامية. كما عمل مستشارا لـ«مؤسسة محمد حسنين هيكل للصحافة العربية» منذ أن تأسست عام 2006 ـ. فضلا عن مشاركته في تحكيم العديد من جوائز الصحافة في مصر والعالم العربي.
درس الطب قبل أن يتحول إلى دراسة الإعلام ويحصل على بكالوريوس في الإعلام التلفزيوني من كلية الإعلام جامعة القاهرة عام 1983، ورغم أن ترتيبه كان الأول على دفعته إلا أنه لم يفضل الانخراط في السلك الجامعي وبدأ تاريخه المهني كصحفي مراسلا لمجلة «المجلة» اللندنية، قبل أن يصبح مسؤولا للتحرير ومديرا لمكتبها في القاهرة عام 1991.

## التصوير الفوتوغرافي
مع بداية عمله بالصحافة، درس الصياد التصوير الفوتوغرافي، وأصبح يصور كل تحقيقاته الصحفية بنفسه. وفي عام 1990 اختارت منظمة الأمم المتحدة للطفولة مجموعة من أعماله الفوتوغرافية لتكون «الصور الرسمية» لحملتها لعقد التسعينيات من القرن الماضي Facts for Life كما اختير عضوا في هيئة تحكيم جائزة بي إم دبليو لأفضل صورة صحافية منشورة في صحافة الشرق الأوسط (ميونيخ 1995) بعد أن كانت إحدى صوره قد فازت بدورتها الأولى 1989 ـ.

## المعلوماتية
اهتم الصياد مبكرا في بداية ثمانينيات القرن الماضي بالحاسب الآلى، وخاصة بتوظيف تقنيات المعلومات في الصحافة والاعلام، قبل أن يصبح ــ إلى جانب عمله الصحفي ــ «مستشارا لتقنية المعلومات» في «المجموعة السعودية للأبحاث والتسويق» (1996-1997) وكذلك محررا لملحق الكمبيوتر الدوري الذي كان يصدر شهريا عن مجلة المجلة. ومن ثم مستشارا لوضع استراتيجيات وسياسات التطوير التحريري والتقني وتطبيق مفاهيم «الاعلام الجديد» لعدد من وسائل الاعلام العربية.

## جوائز
حصل على عدد من الجوائز في الصحافة والتصوير الفوتوغرافي منها:
- جائزة أفضل تحقيق منشور في الصحافة العربية «علي وعثمان حافظ 1995»
- جائزة بي إم دبليو لأفضل صورة صحافية منشورة في صحافة الشرق الأوسط (1989)
- جائزة «مصطفى أمين» لأفضل صورة صحافية تعبر عن الأمومة (1989)
- ميدالية كوداك البرونزية للمحترفين 1987

## من مقالاته
في حين يصنف البعض أيمن الصياد ضمن فصيل الكتاب العرب ذوي الميول «القومية الإسلامية» مستشهدين بالمساحة التي تعطيها «وجهات نظر» للكتاب المنتمين لهذا الاتجاه أو ذاك، يعتبره آخرون «ليبراليا» بامتياز مدللين على ذلك بما تنشره المجلة من ترجمات أو مقالات لكتاب ينتمون لتيارات فكرية وسياسية أخرى. أما هو، فقد أجاب عن السؤال في حوار نشرته جريدة «القبس» الكويتية في العاشر من نوفمبر 2012.

## العائلة
اسمه بالكامل أيمن أمين محمود الصياد، ولد عام 1956 بمدينة السنطة محافظة الغربية بدلتا النيل، التي انتقل إليها والده من بلدة «بلكيم» في أواسط الأربعينيات من القرن الماضي. متزوج من باحثة تحمل درجة الدكتوراة في تبسيط العلوم للأطفال، ولديه ثلاثة أبناء: الكبرى تحمل شهادتي بكالوريوس من الجامعة الأمريكية بالقاهرة؛ واحدة في العلوم السياسية، والثانية في علوم الحاسب الآلي. والصغرى تخرجت من جامعة جورجتاون. وحصلت على الماجستير في علوم الشرق الأوسط من NYU أما الابن الأصغر فحاصل على الماجستير في الهندسة الميكانيكية من ألمانيا، ويدرس حاليا لدرجة الدكتوراة في Université du Luxembourg